# Argylia radiata
Argylia radiata là một loài thực vật có hoa trong họ Chùm ớt. Loài này được (L.) D.Don mô tả khoa học đầu tiên năm 1823.